# فیلم در ۲۰۲۲
فیلم در ۲۰۲۲ بر رویدادهایی از جمله مراسم اعطای جوایز؛ جشنواره‌های فیلم و فهرستی از فیلم‌های منتشر شده، مخصوص کشور و همچنین مرگ‌ها مرور می‌کند

## پرفروش‌ترین فیلم‌ها در سال۲۰۲۲

### پرفروش‌ترین فیلم‌ها در جهان
| رتبه | عنوان                           | توزیع کننده     | فروش جهانی     |
| ---- | ------------------------------- | --------------- | -------------- |
| ۱    | آواتار: راه آب                  | قرن بیستم       | $۲٬۳۱۹٬۹۱۸٬۴۸۹ |
| ۲    | تاپ گان: ماوریک                 | پارامونت پیکچرز | $۱٬۴۹۳٬۴۹۱٬۸۵۸ |
| ۳    | دنیای ژوراسیک: قلمرو            | یونیورسال       | $۱٬۰۰۳٬۷۰۰٬۶۰۴ |
| ۴    | دکتر استرنج در چندجهانی دیوانگی | والت دیزنی      | $۹۵۵٬۷۷۵٬۸۰۴   |
| ۵    | مینیون‌ها: ظهور گرو              | یونیورسال       | $۹۳۹٬۶۲۸٬۲۱۰   |
| ۶    | پلنگ سیاه: واکاندا تا ابد       | دیزنی           | $۸۵۹٬۲۰۸٬۸۳۶   |
| ۷    | بتمن                            | برادران وارنر   | $۷۷۰٬۹۶۲٬۵۸۳   |
| ۸    | ثور: عشق و تندر                 | دیزنی           | $۷۶۰٬۹۲۸٬۰۸۱   |
| ۹    | نبرد در دریاچه چانگ‌جین ۲        | هواکسیا         | $۶۲۶٬۵۷۱٬۶۹۷   |
| ۱۰   | گربه چکمه‌پوش: آخرین آرزو        | یونیورسال       | $۴۸۳٬۲۷۷٬۶۷۲   |

### پرفروش‌ترینفیلم‌های آمریکایی
| رتبه | عنوان                             | توزیع‌کننده    | فروش داخلی   |
| ---- | --------------------------------- | ------------- | ------------ |
| ۱    | تاپ گان: ماوریک                   | پارامونت      | $۷۱۸٬۷۳۲٬۸۲۱ |
| ۲    | آواتار: راه آب                    | قرن بیستم     | $۶۸۴٬۰۴۳٬۹۳۹ |
| ۳    | پلنگ سیاه: واکاندا تا ابد         | دیزنی         | $۴۵۳٬۸۲۹٬۰۶۰ |
| ۴    | دکتر استرنج در چندجهانی دیوانگی   | دیزنی         | $۴۱۱٬۳۳۱٬۶۰۷ |
| ۵    | دنیای ژوراسیک: قلمرو              | یونیورسال     | $۳۷۶٬۰۰۹٬۰۸۰ |
| ۶    | مینیون‌ها: ظهور گرو                | یونیورسال     | $۳۶۹٬۵۰۰٬۲۱۰ |
| ۷    | بتمن                              | برادران وارنر | $۳۶۹٬۳۴۵٬۵۸۳ |
| ۸    | ثور: عشق و تندر                   | دیزنی         | $۳۴۳٬۲۵۶٬۸۳۰ |
| ۹    | سونیک خارپشت ۲                    | پارامونت      | $۱۹۰٬۸۷۲٬۹۰۴ |
| ۱۰   | گربه چکمه‌پوش: آخرین آرزو          | یونیورسال     | $۱۸۵٬۵۳۵٬۳۴۵ |
| ۱۱   | بلک ادم                           | برادران وارنر | $۱۶۷٬۸۷۳٬۳۵۵ |
| ۱۲   | الویس                             | برادران وارنر | $۱۵۱٬۰۴۰٬۰۴۸ |
| ۱۳   | آنچارتد                           | سونی پیکچرز   | $۱۴۸٬۶۴۸٬۸۲۰ |
| ۱۵   | جواب منفی                         | یونیورسال     | $۱۲۳٬۲۷۷٬۰۸۰ |
| ۱۴   | لایت‌یر                            | دیزنی/پیکسار  | $۱۱۸٬۳۰۷٬۱۸۸ |
| ۱۶   | لبخند                             | پارامونت      | $۱۰۵٬۹۳۵٬۰۴۸ |
| ۱۷   | شهر گمشده                         | پارامونت      | $۱۰۵٬۳۴۴٬۰۲۹ |
| ۱۸   | قطار سریع‌السیر                    | یونیورسال     | $۱۰۳٬۲۵۹٬۶۳۳ |
| ۱۹   | رفقای بد                          | یونیورسال     | $۹۷٬۲۳۳٬۶۳۰  |
| ۲۰   | جانوران شگفت‌انگیز: اسرار دامبلدور | برادران وارنر | $۹۵٬۸۵۰٬۸۴۴  |
| ۲۱   | ابر حیوانات لیگ دی‌سی              | انیمیشن وارنر | $۹۳٬۶۵۷٬۱۱۷  |

### پرفروش‌ترین فیلم‌های پویانمایی
| رتبه | عنوان                       | توزیع کننده        | فروش جهانی   |
| ---- | --------------------------- | ------------------ | ------------ |
| ۱    | مینیون‌ها: ظهور گرو          | یونیورسال پیکچرز   | $۹۳۹٬۴۳۳٬۲۱۰ |
| ۲    | گربه چکمه‌پوش: آخرین آرزو    | یونیورسال پیکچرز   | $۴۸۳٬۲۴۰٬۸۹۸ |
| ۳    | سوزومی                      | توهو               | $۳۲۰٬۱۸۰٬۹۴۱ |
| ۴    | رفقای بد                    |                    | $۲۵۰٬۴۴۳٬۹۷۹ |
| ۵    | فیلم وان پیس: رد            | توئی انیمیشن       | $۲۴۶٬۵۷۰٬۰۰۰ |
| ۶    | لایت‌یر                      | والت دیزنی پیکچرز  | $۲۲۶٬۴۲۵٬۴۲۰ |
| ۷    | ابر حیوانات لیگ دی‌سی        | گروه انیمیشن وارنر | $۲۰۷٬۳۵۷٬۱۱۷ |
| ۷    | خرس‌های بونی: بازگشت به زمین | هاینان هگوانگ فیلم | $۱۵۰٬۹۶۰٬۰۰۰ |
| ۹    | دراگون بال سوپر: ابرقهرمان  | توئی انیمیشن       | $۹۴٬۸۰۰٬۰۰۰  |
| ۱۰   | کارآگاه کونان: عروس هالووین | توهو               | $۹۲٬۰۵۳٬۴۰۱  |

### رکوردهای گیشه
- آواتار: راه آب پنجاه و یکمین فیلم با فروش ۱ میلیارد دلاری در سراسر جهان،[۴] ششمین فیلم با فروش ۲ میلیارد دلاری در سراسر جهان، ششمین فیلم پرفروش سریع که با ۱۴ روز از مرز ۱ میلیارد دلار عبور کرده‌است،[۵] دومین فیلم سریع برای رسیدن به فروش ۲ میلیارد دلار،[۶][۷] پرفروش‌ترین فیلم سال ۲۰۲۲،[۸] و پرفروش‌ترین فیلم دوران دنیاگیری کووید-۱۹ است.[۹]
  - این فیلم یازدهمین افتتاحیه بزرگ جهانی تمام دوران و سومین افتتاحیه بزرگ جهانی برای یک فیلم در دوران دنیاگیری پس از مرد عنکبوتی: راهی به خانه نیست و دکتر استرنج در چندجهانی دیوانگی داشت که در نخستین اکران آخر هفته ۴۴۱٫۷ میلیون دلار به دست آورد.[۱۰][۱۱]
  - این فیلم همچنین با ۴۸٫۸ میلیون دلار به رکورد دومین آخر هفته افتتاحیه جهانی برای فیلمی که در سینماهای آی‌مکس اکران شده‌است، دست یافت.[۱۰]
  - با اکران این فیلم، استودیو سینمایی والت دیزنی از دیگر توزیع‌کنندگان فیلم در فروش جهانی باکس آفیس پیشی گرفت و برای هشتمین سال از مرز ۴٫۹ میلیارد دلار عبور کرد.[۱۲] درآمد انباشته دیزنی از ۱۶ فیلم منتشرشده در بخش‌های مختلف استودیویی آن به دست آمده‌است.[۱۳]
- تاپ گان: ماوریک به چهل و نهمین فیلمی تبدیل شد که بیش از یک میلیارد دلار در سراسر جهان فروش داشته‌است.[۱۴]همچنین بیشترین فروش را در میان قسمت دوم فیلمی با فاصله یک دهه یا بیشتر از اکران فیلم قبل داشت. قسمت قبل تاپ گان ۳۶ سال پیشتر در سال ۱۹۸۶ تولید و اکران شده بود.
  - علاوه بر این، این فیلم با پشت سر گذاشتن فیلم مأموریت: غیرممکن – فال‌اوت (۲۰۱۸) به پرفروش‌ترین فیلم تام کروز در تمام دوران در باکس آفیس جهانی تبدیل شد و همچنین از جنگ دنیاها (۲۰۰۵) پیشی گرفت و به پرفروش‌ترین فیلم باکس آفیس داخلی کروز تبدیل شد.[۱۵]
  - این فیلم همچنین از مومیایی (۲۰۱۷) به عنوان بزرگ‌ترین آخر هفته افتتاحیه کروز در باکس آفیس جهانی عبور کرد و همچنین از جنگ دنیاها (۲۰۰۵) به عنوان بزرگ‌ترین افتتاحیه کروز در باکس آفیس داخلی و اولین فیلم او با فروش بیش از ۱۰۰ میلیون دلار در آمریکا عبور کرد. 
  - ماوریک همچنین از دزدان دریایی کارائیب: پایان جهان (۲۰۰۷)، فیلم دیگری که جری بروکهایمر تولید کرده بود، در ردهٔ بالاترین آخرین هفته افتتاحیه روز یادبود،[۱۶][۱۷] و از شرک ۲ (۲۰۰۴) پیشی گرفت تا کمترین افت آخر هفته دوم را برای فیلمی که در آخر هفته افتتاحیه بیش از ۱۰۰ میلیون دلار فروش داشت را داشته باشد.[۱۸]
  - این فیلم از تبدیل‌شوندگان: نیمه تاریک ماه (۲۰۱۱) پیشی گرفت و به پردرآمدترین فیلم توزیع‌شده توسط پارامونت پیکچرز در سراسر جهان تبدیل شد و از تایتانیک (۱۹۹۷) در رده پرفروش‌ترین فیلم پارامونت در ایالات متحده و کانادا پیشی گرفت.
- فرنچایز پارک ژوراسیک با اکران فیلم دنیای ژوراسیک: قلمرو به دهمین فرنچایز فیلم تبدیل شد که به فروش ۶ میلیارد دلاری دست‌یافت.
  - علاوه بر این، دنیای ژوراسیک: قلمرو به پنجاهمین فیلمی تبدیل شد که یک میلیارد دلار در سراسر جهان فروخته‌است.[۱۹]
- دنیای سینمایی مارول با اکران فیلم‌های دکتر استرنج در چندجهانی دیوانگی، ثور: عشق و تندر و پلنگ سیاه: واکاندا تا ابد به اولین فرنچایز فیلم تبدیل شد که به ترتیب به فروش ۲۶ میلیارد دلاری، ۲۷ میلیارد دلاری و ۲۸ میلیارد دلاری دست یافته‌است.
  - دکتر استرنج در چندجهانی دیوانگی از مرد عنکبوتی ۳ نیز پیشی گرفت و به پردرآمدترین فیلم کارگردان سم ریمی تبدیل شد.[۲۰]
  - پلنگ سیاه: واکاندا تا ابد با ۱۸۱٫۳ میلیون دلار به بزرگ‌ترین آخر هفته افتتاحیه فیلمی که در ماه نوامبر در ایالات متحده و کانادا اکران شده بود، دست یافت.[۲۱]
    - همچنین این سومین آخر هفته افتتاحیه بزرگ یک فیلم در ایالات متحده و کانادا در دوران دنیاگیری بود، که پس از مرد عنکبوتی: راهی به خانه نیست و دکتر استرنج در چندجهانی دیوانگی در این رده قرار می‌گیرد.[۲۱][۲۲]
    - دیزنی آفریقا گزارش داد که این فیلم یک رکورد باکس آفیس تمام دوران را در آفریقای غربی به جای گذاشت و بزرگ‌ترین افتتاحیه سال ۲۰۲۲ در شرق آفریقا و همچنین دومین فیلم پرفروش تاریخ باکس آفیس در جنوب آفریقا را داشته‌است.[۲۳][۲۴]
    - در نیجریه، این فیلم بالاترین آخر هفته افتتاحیه در تاریخ این کشور را به دست آورد.[۲۲]
- فرنچایزهای من نفرت‌انگیز و شرک به ترتیب اولین فرنچایز فیلم پویانمایی و پانزدهمین و هفدهمین فرنچایز کلی فیلم بودند که با اکران فیلم‌های مینیون‌ها: ظهور گرو و گربه چکمه‌پوش: آخرین آرزو به مجموع فروش ۴ میلیارد دلاری دست یافتند.[۲۵][۲۶]
  - مینیون‌ها: ظهور گرو همچنین با پشت سر گذاشتن فیلم ۲۰۲۰ شیطان‌کش: فیلم کیمتسو نو یائیبا: قطار موگن به پرفروش‌ترین فیلم پویانمایی اکران‌شده از زمان دنیاگیری تبدیل شد.
- آواتار پس از اکران مجدد در سراسر جهان، اولین فیلمی بود که بیش از ۲٫۹ میلیارد دلار در سراسر جهان فروش داشته‌است.[۲۷][۲۸]
- آرآرآر به اولین فیلم هندی تبدیل شد که از زمان شروع دنیاگیری کووید-۱۹ بیش از ۱۰۰ میلیون دلار در سراسر جهان فروش داشته‌است.[۲۹] ۲۰۲۲ اولین سالی بود که بیش از یک فیلم از مرز ۱۰۰ میلیون دلار در گیشهٔ هند عبور کرد و فیلم‌های آرآرآر[۲۹] و کی.جی.اف: بخش ۲[۳۰] هر کدام بیش از ۱۵۰ میلیون دلار فروش داشتند.

## فهرست‌های فیلم‌ها
- فهرست فیلم‌های آمریکایی ۲۰۲۲
- فهرست فیلم‌های پویانمایی ۲۰۲۲
- فهرست فیلم‌های ترسناک ۲۰۲۲

## رویدادها

### مراسم‌های اهدای جایزه
| تاریخ     | رویداد                                             | میزبان                                                   | مکان                                           | منبع          |
| --------- | -------------------------------------------------- | -------------------------------------------------------- | ---------------------------------------------- | ------------- |
| ۹ ژانویه  | هفتاد و نهمین مراسم گلدن گلوب                      | انجمن مطبوعات خارجی هالیوود                              | بورلی هیلز، کالیفرنیا، کالیفرنیا، ایالات متحده | [ ۳۱ ] [ ۳۲ ] |
| ۲۹ ژانویه | نهمین دوره جوایز فروز                              | انجمن خبرنگاران سینمایی اسپانیا                          | ساراگوسا، اسپانیا                              | [ ۳۳ ]        |
| ۱۲ فوریه  | سی و ششمین دوره جوایز گویا                         | آکادمی علوم و هنرهای سینمایی اسپانیا                     | والنسیا، اسپانیا                               | [ ۳۴ ]        |
| ۱۲ فوریه  | یازدهمین جوایز ماگریت                              | آکادمی آندره دلوو                                        | بروکسل، بلژیک                                  | [ ۳۵ ]        |
| ۲۵ فوریه  | چهل و هفتمین دوره جوایز سزار                       | فرهنگستان هنر و فن سینما                                 | پاریس، فرانسه                                  | [ ۳۶ ]        |
| ۲۷ فوریه  | بیست و هشتمین دوره جوایز انجمن بازیگران سینما      | ساگ-افترا                                                | لس آنجلس، کالیفرنیا، ایالات متحده              | [ ۳۷ ]        |
| ۶ مارس    | سی و هفتمین دوره جوایز مستقل اسپیریت               | جایزه ایندیپندنت اسپیریت                                 | سنتا مونیکا، کالیفرنیا، ایالات متحده           | [ ۳۸ ]        |
| ۶ مارس    | چهاردهمین جوایز گائودی                             | آکادمی فیلم کاتالان                                      | بارسلون، اسپانیا                               | [ ۳۹ ]        |
| ۱۱ مارس   | جوایز مؤسسه فیلم آمریکا ۲۰۲۲                       | هتل بورلی ویلشایر                                        | بورلی هیلز، کالیفرنیا، ایالات متحده            | [ ۴۰ ]        |
| ۱۲ مارس   | هفتاد و چهارمین دوره جوایز انجمن کارگردانان آمریکا | انجمن صنفی کارگردانان آمریکا                             |                                                | [ ۴۱ ]        |
| ۱۲ مارس   | چهل و نهمین جوایز آنی                              | آسیفا-هالیوود                                            | لس آنجلس، کالیفرنیا، ایالات متحده              | [ ۴۲ ] [ ۴۳ ] |
| ۱۳ مارس   | بیست و هفتمین دوره جوایز منتخب منتقدان             | انجمن منتقدان پخش فیلم                                   | لس آنجلس، کالیفرنیا، ایالات متحده آمریکا       | [ ۴۴ ]        |
| ۱۳ مارس   | هفتاد و پنجمین دوره جوایز فیلم آکادمی بریتانیا     | آکادمی هنرهای فیلم و تلویزیون بریتانیا                   | لندن، انگلستان                                 | [ ۴۵ ]        |
| ۱۴ مارس   | سی امین جوایز اتحادیه بازیگران و بازیگران زن       | اتحادیه بازیگران مرد و زن                                | مادرید، اسپانیا                                | [ ۴۶ ]        |
| ۱۵ مارچ   | جوایز هیئت ملی بازبینی ۲۰۲۱                        | هیئت ملی بازبینی فیلم                                    |                                                | [ ۴۷ ]        |
| ۱۹ مارس   | سی و سومین جوایز انجمن تهیه‌کنندگان آمریکا          | انجمن تهیه‌کنندگان آمریکا                                 |                                                | [ ۴۸ ]        |
| ۲۰ مارس   | هفتاد و چهارمین دوره جوایز انجمن نویسندگان آمریکا  | انجمن نویسندگان آمریکا، شرق انجمن نویسندگان آمریکای غربی |                                                | [ ۴۹ ]        |
| ۲۶ مارس   | چهل و دومین دوره جوایز تمشک طلایی                  | بنیاد جوایز تمشک طلایی                                   | لس آنجلس، کالیفرنیا، ایالات متحده آمریکا       | [ ۵۰ ]        |
| ۲۷ مارس   | نود و چهارمین دوره جوایز اسکار                     | آکادمی علوم و هنرهای سینما                               | لس آنجلس، کالیفرنیا، ایالات متحده آمریکا       | [ ۵۱ ]        |
| ۱ می      | نهمین جوایز پلاتینو                                | فیپکا                                                    | مادرید، اسپانیا                                | [ ۵۲ ]        |
| ۱۷–۲۸ می  | جشنواره فیلم کن ۲۰۲۲                               | جشنواره کن                                               | کن، فرانسه                                     |               |
| ۱۷ ژوئیه  | چهلمین دوره جوایز فیلم هنگ کنگ                     | انجمن جوایز فیلم هنگ‌کنگ                                  | هنگ کنگ                                        | [ ۵۳ ] [ ۵۴ ] |
| ۲۵ اکتبر  | چهل و هفتمین دوره جوایز ساترن                      | آکادمی فیلم‌های علمی-تخیلی، فانتزی و ترسناک               | لس آنجلس، کالیفرنیا، ایالات متحده              |               |

### جشنواره‌های فیلم
فهرست جشنواره‌های فیلم دنیا برای سال ۲۰۲۲ که توسط سازمان معتبر فدراسیون بین‌المللی انجمن تهیه‌کنندگان فیلم شناخته شده‌اند.
| تاریخ                  | رویداد                                                 | میزبان                                     | مکان                          | منبع   |
| ---------------------- | ------------------------------------------------------ | ------------------------------------------ | ----------------------------- | ------ |
| ۲۰ تا ۳۰ ژانویه        | جشنواره فیلم ساندنس ۲۰۲۲                               | جشنواره فیلم ساندنس                        | پارک سیتی، یوتا، ایالات متحده | [ ۵۵ ] |
| ۲۶ ژانویه - ۶ فوریه    | پنجاه و یکمین جشنواره بین‌المللی فیلم روتردام           | جشنواره بین‌المللی فیلم روتردام             | روتردام، هلند                 | [ ۵۶ ] |
| ۱۰ تا ۲۰ فوریه         | هفتاد و دومین جشنواره بین‌المللی فیلم برلین             | جشنواره بین‌المللی فیلم برلین               | برلین، آلمان                  | [ ۵۷ ] |
| ۲۶ آوریل - ۱ مه        | بیست و چهارمین جشنواره بین‌المللی فیلم کودک کریستیان‌سند | جشنواره بین‌المللی فیلم کودک کریستیان‌سند    | کریستیان‌ساند، نروژ            | [ ۵۸ ] |
| ۱۷ تا ۲۸ مه            | جشنواره فیلم کن ۲۰۲۲                                   | جشنواره کن                                 | کن (فرانسه), فرانسه           | [ ۵۹ ] |
| ۷ تا ۱۷ ژوئیه          | بیست و ششمین جشنواره بین‌المللی فیلم خارق‌العاده بوچئون  | جشنواره بین‌المللی فیلم‌های فوق‌العاده بوچئون | بوچئون، کره جنوبی             | [ ۶۰ ] |
| ۳ تا ۱۳ اوت            | هفتاد و پنجمین جشنواره فیلم لوکارنو                    | جشنواره لوکارنو                            | لوکارنو، سوئیس                | [ ۶۱ ] |
| ۳۱ اوت تا ۱۰ سپتامبر   | هفتاد و نهمین دوره جشنواره بین‌المللی فیلم ونیز         | جشنواره فیلم ونیز                          | ونیز، ایتالیا                 | [ ۶۲ ] |
| ۸ تا ۱۸ سپتامبر        | جشنواره بین‌المللی فیلم تورنتو ۲۰۲۲                     | جشنواره بین‌المللی فیلم تورنتو              | تورنتو، انتاریو، کانادا       | [ ۶۳ ] |
| ۱۶ تا ۲۴ سپتامبر       | هفتادمین جشنواره بین‌المللی فیلم سن سباستین             | جشنواره بین‌المللی فیلم سن‌سباستین           | سان سباستیان، اسپانیا         | [ ۶۴ ] |
| ۳۰ سپتامبر تا ۱۶ اکتبر | جشنواره فیلم نیویورک ۲۰۲۲                              | جشنواره فیلم نیویورک                       | نیویورک                       | [ ۶۵ ] |
| ۵ تا ۱۴ اکتبر          | بیست و هفتمین جشنواره بین‌المللی فیلم بوسان             | جشنواره فیلم بوسان                         | بوسان، کره جنوبی              | [ ۶۶ ] |
| ۲۰ تا ۲۸ نوامبر        | جشنواره بین‌المللی فیلم هند                             | ریاست جشنواره‌های فیلم                      | گوا، هند                      | [ ۶۷ ] |

## مرگ‌ها
فهرست افراد درگذشته مرتبط با فیلم در سال ۲۰۲۲ به‌ترتیب زیر است. گاسپار اولیل با ۳۷ سال جوان‌ترین فرد و نحمیا پرسوف با ۱۰۲ سال مسن‌ترین فرد درگذشته در سال ۲۰۲۲ هستند. در ۱۳ آوریل ۲۰۲۲، قسمت آن هفته از شوالیه ماه مینی‌سریال استودیو مارول، که اولیل یکی از آخرین نقش‌های خود را پیش از مرگ در آن ایفا کرد، با ادای احترام در تیتراژ پایانی به یاد او تقدیم شد.
| ماه    | تاریخ | نام                  | سن  | ملیت                    | پیشه                             | فیلم‌ها                                                 |
| ------ | ----- | -------------------- | --- | ----------------------- | -------------------------------- | ------------------------------------------------------ |
| ژانویه | ۱     | باربارا چیلکات       | ۹۹  | کانادایی                | بازیگر                           | دروغ‌هایی که پدرم به من گفت درمان کامل                  |
| ژانویه | ۱     | مکس جولین            | ۸۸  | آمریکایی                | بازیگر، فیلمنامه‌نویس             | ماک کلئوپاترا جونز                                     |
| ژانویه | ۳     | ماریو لانفرانکی      | ۹۴  | ایتالیایی               | کارگردان، فیلمنامه‌نویس           | مجازات مرگ معشوقه خدمت می‌شود                           |
| ژانویه | ۴     | جوآن کاپلند          | ۹۹  | آمریکایی                | بازیگر                           | مصلح برادر خرس                                         |
| ژانویه | ۶     | پیتر باگدانوویچ      | ۸۲  | آمریکایی                | کارگردان، فیلمنامه‌نویس، بازیگر   | آخرین نمایش فیلم ماه کاغذی                             |
| ژانویه | ۶     | سیدنی پوآتیه         | ۹۴  | باهامیان-آمریکایی       | بازیگر، کارگردان                 | در گرمای شب زنبق‌های مزرعه                              |
| ژانویه | ۷     | مارک فورست           | ۸۹  | آمریکایی                | بازیگر                           | گولایت و اژدها پسر سامسون                              |
| ژانویه | ۸     | آلن و مرلین برگمن    | ۹۳  | آمریکایی                | ترانه‌سرا                         | آنطور که بودیم حادثه توماس کراون                       |
| ژانویه | ۹     | دواین هیکمن          | ۸۷  | آمریکایی                | بازیگر                           | کت بالو شبی در راکسبری                                 |
| ژانویه | ۹     | باب سگت              | ۶۵  | آمریکایی                | بازیگر، کمدین                    | شرایط بحرانی مسخره پنگوئن‌ها                            |
| ژانویه | ۱۳    | ژان-ژاک بنکس         | ۷۵  | فرانسوی                 | کارگردان، فیلمنامه‌نویس           | دیوا بتی بلو                                           |
| ژانویه | ۱۴    | کرول اسپید           | ۷۶  | آمریکایی                | خواننده، بازیگر                  | سنتوریون‌های جدید ماک                                   |
| ژانویه | ۱۵    | ژان کلود لرد         | ۷۸  | کانادایی                | کارگردان، فیلمنامه‌نویس، ویرایشگر | ساعات ملاقات تادپول و نهنگ                             |
| ژانویه | ۱۷    | ایوت میمی‌یو          | ۸۰  | آمریکایی                | بازیگر                           | ماشین زمان سیاه‌چاله                                    |
| ژانویه | ۱۷    | میشل سوبور           | ۸۶  | فرانسوی                 | بازیگر                           | توپاز سرباز کوچک                                       |
| ژانویه | ۱۹    | هاردی کروگر          | ۹۳  | آلمانی                  | بازیگر                           | بری لیندون پلی در دوردست                               |
| ژانویه | ۱۹    | گاسپار اولیل         | ۳۷  | فرانسوی                 | بازیگر                           | اینجا ته دنیاست خیزش هانیبال                           |
| ژانویه | ۲۰    | میت لوف              | ۷۴  | آمریکایی                | خواننده، بازیگر                  | فیلم راکی هارور باشگاه مبارزه                          |
| ژانویه | ۲۰    | کامیلو میلی          | ۹۲  | ایتالیایی               | بازیگر                           | مارکیز دل گریلو ما یک پاپ داریم                        |
| ژانویه | ۲۱    | لویی اندرسون         | ۶۸  | آمریکایی                | بازیگر                           | سفر به آمریکا کویک‌سیلور                                |
| ژانویه | ۲۱    | میس نوفلد            | ۹۳  | آمریکایی                | تهیه‌کننده                        | شکست‌ناپذیر شکار برای اکتبر سرخ                         |
| ژانویه | ۲۳    | رناتو چکتو           | ۷۰  | ایتالیایی               | بازیگر                           | تمام دوستان من بخش ۲ داستان پیرا                       |
| ژانویه | ۲۳    | سرژ کوربر            | ۸۵  | فرانسوی                 | کارگردان، فیلمنامه‌نویس           | آتش‌سوزی اجاق کمی با فضیلت                              |
| ژانویه | ۲۴    | آیبرک پکجان          | ۵۱  | ترکی                    | بازیگر                           | اسب وحشی خواب زمستانی                                  |
| ژانویه | ۲۵    | آتیکا کورو           | ۹۲  | فرانسوی                 | بازیگر                           | من وینتی فرزندان عشق                                   |
| ژانویه | ۲۹    | هاورد هسمن           | ۸۱  | آمریکایی                | بازیگر                           | درباره اشمیت راکر                                      |
| ژانویه | ۲۹    | پیت اسمیت            | ۶۳  | نیوزلندی                | بازیگر                           | زمانی جنگجویانی بودند پیانو                            |
| فوریه  | ۱     | پائولو گراتسیوزی     | ۸۲  | ایتالیایی               | بازیگر                           | چین نزدیک است ایل دیوو                                 |
| فوریه  | ۲     | اتزیو فریجریو        | ۹۱  | ایتالیایی               | هنر کارگردان، طراح صحنه و لباس   | سیرانو دو برژراک من آدم‌خور                             |
| فوریه  | ۲     | مونیکا ویتی          | ۹۰  | ایتالیایی               | بازیگر                           | ماجرا صحرای سرخ                                        |
| فوریه  | ۷     | مارگاریتا لوسانو     | ۹۰  | اسپانیایی               | بازیگر                           | به خاطر یک مشت دلار ویریدیانا                          |
| فوریه  | ۷     | داگلاس ترامبل        | ۷۹  | آمریکایی                | هنرمند جلوه‌های بصری، کارگردان    | بلید رانر جاذبه آندرومدا                               |
| فوریه  | ۹     | آندره ویلم           | ۷۴  | فرانسوی                 | بازیگر                           | لو آور اروپا اروپا                                     |
| فوریه  | ۱۲    | ایوان رایتمن         | ۷۵  | کانادایی                | کارگردان، تهیه‌کننده              | شکارچیان روح دیو                                       |
| فوریه  | ۱۵    | آرنالدو جابور        | ۸۱  | برزیلی                  | کارگردان، فیلمنامه‌نویس           | هرگونه برهنگی باید مجازات شود پیندوراما                |
| فوریه  | ۱۷    | دیوید برنر           | ۵۹  | آمریکایی                | ویرایشگر فیلم                    | متولد چهارم جولای روز استقلال                          |
| فوریه  | ۱۸    | لئو فونگ             | ۹۳  | چینی-آمریکایی           | بازیگر، کارگردان                 | خشم کور کیل‌پوینت                                       |
| فوریه  | ۲۱    | چور یوئن             | ۸۷  | هنگ کنگی                | کارگردان، بازیگر، فیلمنامه‌نویس   | دوئل مرگ داستان پلیس                                   |
| فوریه  | ۲۲    | آنا کارن             | ۸۵  | آفریقای جنوبی - انگلیسی | بازیگر                           | چیز زیبا شورش در اتوبوس‌ها                              |
| فوریه  | ۲۴    | سالی کلرمن           | ۸۴  | آمریکایی                | بازیگر، خواننده                  | مش بروستر مک کلود                                      |
| فوریه  | ۲۵    | لورل گودوین          | ۷۹  | آمریکایی                | بازیگر                           | دختران! دختران! دختران! وضعیت حساس بابا                |
| فوریه  | ۲۷    | ورونیکا کارلسون      | ۷۷  | انگلیسی                 | بازیگر                           | دراکولا از گور برخاسته‌است ومپیرا                       |
| فوریه  | ۲۷    | ند ایزنبرگ           | ۶۵  | آمریکایی                | بازیگر                           | پرچم‌های پدران ما نامحدود                               |
| فوریه  | ۲۸    | کرک بیلی             | ۵۹  | آمریکایی                | بازیگر                           | شوک بطری بامبلبی                                       |
| مارس   | ۱     | کنراد جنیس           | ۹۴  | آمریکایی                | بازیگر                           | براشر دوبلون اون دختر هاگن                             |
| مارس   | ۲     | جانی براون           | ۸۴  | آمریکایی                | بازیگر، خواننده                  | غریبه‌ها در شهر زندگی                                   |
| مارس   | ۲     | آلن لاد جونیور       | ۸۴  | آمریکایی                | تهیه‌کننده                        | شجاع‌دل رفته عزیزم رفته                                 |
| مارس   | ۲     | تونی والتون          | ۸۷  | انگلیسی                 | مدیر هنری، طراح صحنه و لباس      | قتل در قطار سریع‌السیر شرق اینطور چیزها                 |
| مارس   | ۳     | تیم کنسیدین          | ۸۱  | آمریکایی                | بازیگر                           | سگ پشمالو پاتن                                         |
| مارس   | ۴     | میچل رایان           | ۸۸  | آمریکایی                | بازیگر                           | اسلحه مرگبار دروغگو دروغگو                             |
| مارس   | ۵     | الگوجا بوردولی       | ۸۰  | گرجی                    | بازیگر                           | چشمان سیاه خدا بودن سخته                               |
| مارس   | ۷     | لیندا بارون          | ۸۲  | انگلیسی                 | بازیگر زن، خواننده               | ینتل خبر داغ                                           |
| مارس   | ۸     | ران پمبر             | ۸۷  | انگلیسی                 | بازیگر                           | آس بالا قتل با فرمان                                   |
| مارس   | ۱۰    | امیلیو دلگادو        | ۸۱  | آمریکایی                | بازیگر                           | اون پرنده را تعقیب کن یک مورد از شما                   |
| مارس   | ۱۱    | رستم ابراهیم‌بیگف     | ۸۳  | آذربایجانی              | فیلمنامه‌نویس                     | آفتاب‌سوخته آرایشگر سیبری                               |
| مارس   | ۱۲    | بیاجیو پروئیتی       | ۸۱  | ایتالیایی               | فیلمنامه‌نویس                     | تاریخ مرگ به دیشب برمی‌گردد گربه سیاه                   |
| مارس   | ۱۳    | ویلیام هرت           | ۷۱  | آمریکایی                | بازیگر                           | بوسه زن عنکبوتی خبار تلویزیون                          |
| مارس   | ۱۴    | آکیرا تاکارادا       | ۸۷  | ژاپنی                   | بازیگر                           | گودزیلا عرض جغرافیایی صفر                              |
| مارس   | ۱۶    | هلن واناری           | ۷۳  | استونیایی               | بازیگر                           | همه لنین‌های من جورج                                    |
| مارس   | ۱۷    | پیتر بولز            | ۸۵  | انگلیسی                 | بازیگر                           | آگراندیسمان دزدی بانک                                  |
| مارس   | ۱۸    | پپر مارتین           | ۸۵  | کانادایی-آمریکایی       | بازیگر                           | سربلند طولانی‌ترین فاصله                                |
| مارس   | ۱۹    | آلن هاپگود           | ۸۷  | استرالیایی              | بازیگر                           | حرفه درخشان من فریادی در تاریکی                        |
| مارس   | ۲۱    | والدمار بریندال      | ۸۸  | سوئدی                   | تهیه‌کننده                        | زندگی من مانند سگ آدم و حوا                            |
| مارس   | ۲۱    | لارنس دین            | ۸۴  | کانادایی                | بازیگر                           | اسکنرها عروس چاکی                                      |
| مارس   | ۲۱    | ویتالی ملنیکوف       | ۹۳  | روسی                    | کارگردان، فیلمنامه‌نویس           | پاول بیچاره مامان ازدواج کرده                          |
| مارس   | ۲۱    | اوا اینگبورگ شولز    | ۹۴  | آلمانی                  | بازیگر                           | امیل و کارآگاهان گمشده                                 |
| مارس   | ۲۴    | دنیس کافی            | ۸۵  | انگلیسی                 | بازیگر                           | دور از اجتماع خشمگین نجات گریس                         |
| مارس   | ۲۵    | کاترین هیس           | ۸۸  | آمریکایی                | بازیگر                           | فراتر از انتقام رفتن کنترپوان                          |
| مارس   | ۲۶    | بنگ جون سوک          | ۵۱  | کره جنوبی               | آهنگساز                          | منطقه امنیتی مشترک فرار از موگادیشو                    |
| مارس   | ۲۶    | جانی کاوینا          | ۸۱  | ایتالیایی               | بازیگر                           | خانه‌ای با پنجره‌های خندان تغییر                         |
| مارس   | ۲۷    | لارس بلوچ            | ۸۳  | دانمارکی                | بازیگر                           | دره فانتوزی علیه همه                                   |
| مارس   | ۲۷    | والورا نولاند        | ۸۰  | آمریکایی                | بازیگر                           | بیچ پارتی دلیجان جنگی                                  |
| مارس   | ۲۹    | پل هرمن              | ۷۶  | آمریکایی                | بازیگر                           | حقه‌بازی آمریکایی مرد ایرلندی                           |
| آوریل  | ۱     | الکساندرا یاکولووا   | ۶۴  | روسی                    | بازیگر                           | خدمه پرواز خدمه پرواز                                  |
| آوریل  | ۲     | استل هریس            | ۹۳  | آمریکایی                | بازیگر                           | داستان اسباب‌بازی روزی روزگاری در آمریکا                |
| آوریل  | ۳     | جون براون            | ۹۵  | انگلیسی                 | بازیگر                           | سوءتفاهم بین                                           |
| آوریل  | ۴     | کتی لامکین           | ۷۴  | آمریکایی                | بازیگر                           | جایی برای پیرمردها نیست انتظارداشتن ماری               |
| آوریل  | ۵     | نحمیا پرسوف          | ۱۰۲ | آمریکایی                | بازیگر                           | بعضی‌ها داغشو دوست دارن ینتل                            |
| آوریل  | ۶     | را آلن               | ۹۵  | آمریکایی                | بازیگر                           | لیگ خودشان بر من حکمرانی کن                            |
| آوریل  | ۹     | میشائیل دگن          | ۹۰  | آلمانی اسرائیلی         | بازیگر                           | دکتر ام فراسوی نیک و بد                                |
| آوریل  | ۱۲    | گیلبرت گوتفرید       | ۶۷  | آمریکایی                | بازیگر، کمدین                    | علاءالدین پلیس بورلی هیلز ۲                            |
| آوریل  | ۱۳    | میشل بوکه            | ۹۶  | فرانسوی                 | بازیگر                           | توتوی قهرمان چگونه پدرم را کشتم                        |
| آوریل  | ۱۴    | ریو هاکفورد          | ۵۱  | آمریکایی                | بازیگر                           | شری‌بیبی جونا هکس                                       |
| آوریل  | ۱۵    | لیز شریدن            | ۹۳  | آمریکایی                | بازیگر                           | استار ۸۰ بازی‌کردن بازی                                 |
| آوریل  | ۱۷    | جیمز السن            | ۹۱  | آمریکایی                | بازیگر                           | ریچل، ریچل جاذبه آندرومدا                              |
| آوریل  | ۱۷    | کاترین اسپاک         | ۷۷  | بلژیکی-ایتالیایی        | بازیگر، خواننده                  | سبقت گربه نه‌دم                                         |
| آوریل  | ۱۸    | آندری کورژینسکی      | ۸۲  | لهستانی                 | آهنگساز                          | تسخیر مرد مرمرین                                       |
| آوریل  | ۲۰    | رابرت مورس           | ۹۰  | آمریکایی                | بازیگر                           | عزیز کاردینال                                          |
| آوریل  | ۲۰    | تاتیننی راما رائو    | ۸۴  | هندی                    | کارگردان                         | یاماگولا قانون کور                                     |
| آوریل  | ۲۱    | ژاک پرن              | ۸۰  | فرانسوی                 | بازیگر، تهیه‌کننده                | زد سینما پارادیزو                                      |
| آوریل  | ۲۶    | کلاوس شولتز          | ۷۴  | آلمانی                  | موسیقی‌دان                        | ترس نزدیک‌ترین خویشاوند                                 |
| آوریل  | ۲۷    | باب الکینز           | ۸۹  | آمریکایی                | بازیگر                           | دختر معدنچی زغال‌سنگ شکارچی رؤیا                        |
| آوریل  | ۲۷    | کنث تسانگ            | ۸۶  | هنگ کنگ                 | بازیگر                           | قاتل فردایی بهتر                                       |
| آوریل  | ۲۸    | خوان دیه‌گو           | ۷۹  | اسپانیایی               | بازیگر                           | پادشاه خنگ از من دور شو                                |
| آوریل  | ۲۸    | هارولد لیوینگستون    | ۹۷  | آمریکایی                | فیلمنامه‌نویس                     | پیشتازان فضا: فیلم جهنم با قهرمانان                    |
| آوریل  | ۲۹    | جوانا بارنز          | ۸۷  | آمریکایی                | بازیگر                           | اسپارتاکوس دام والدین                                  |
| آوریل  | ۲۹    | دیوید بیرنی          | ۸۳  | آمریکایی                | بازیگر                           | اوه خدا! کتاب دوم محاکمه توسط مبارزه                   |
| آوریل  | ۲۹    | مایک هاگرتی          | ۶۷  | آمریکایی                | بازیگر                           | جهان وین اووربورد                                      |
| می     | ۱     | چارلز سیبرت          | ۸۴  | آمریکایی                | بازیگر                           | ... و عدالت برای همه کما                               |
| می     | ۳     | لینو کاپولیکیو       | ۷۸  | ایتالیایی               | بازیگر                           | باغ فینزی کوینتینی فیوریله                             |
| می     | ۳     | آندرا مارتین         | ۸۶  | آمریکایی                | بازیگر                           | The Thing That Couldn't Die Up Periscope               |
| می     | ۵     | مایک هاگرتی          | ۶۷  | آمریکایی                | بازیگر                           | جهان وین Overboard                                     |
| می     | ۵     | کنت ولش              | ۸۰  | کانادایی                | بازیگر                           | افسانه‌های خزان هوانورد                                 |
| می     | ۷     | کانگ سو-یون          | ۵۵  | کره جنوبی               | بازیگر                           | Girls' Night Out The Surrogate Woman                   |
| می     | ۷     | جک کهلر              | ۷۵  | آمریکایی                | بازیگر                           | لبوفسکی بزرگ تب هیجانی شدید                            |
| می     | ۷     | بروس مک‌ویتی          | ۶۵  | آمریکایی                | بازیگر                           | محبوب میلیون دلاری قلب‌های تنها                         |
| می     | ۸     | جان آر. چری سوم      | ۷۳  | آمریکایی                | کارگردان، فیلمنامه‌نویس           | ارنست به کمپ می‌رود ارنست به زندان می‌رود                |
| می     | ۸     | فرد وارد             | ۷۹  | آمریکایی                | بازیگر                           | مردان واقعی لرزش                                       |
| می     | ۸     | دنیس واترمن          | ۷۴  | انگلیسی                 | بازیگر، Singer                   | Scars of Dracula Man in the Wilderness                 |
| می     | ۹     | کین یی               | ۱۰۰ | چینی                    | بازیگر                           | Far Away Love Troubled Laughter                        |
| می     | ۱۴    | برنو سیلویرا         | ۵۸  | برزیلی                  | کارگردان، فیلم‌بردار              | Two Sons of Francisco The Man of the Year              |
| می     | ۱۵    | راینر بازدو          | ۸۳  | آلمانی                  | بازیگر                           | Four Times That Night Das Rad                          |
| می     | ۱۵    | کلارا هوفلز          | ۷۳  | آلمانی                  | بازیگر                           | تونی اردمان Cut Off                                    |
| می     | ۱۵    | مگی پترسون           | ۸۱  | آمریکایی                | بازیگر، خواننده، مدیر لوکیشن     | The Love God? به دیگری نیکی کن                         |
| می     | ۱۵    | یژی ترلا             | ۸۰  | لهستانی                 | بازیگر                           | مرد آهنین ایدا                                         |
| می     | ۱۶    | یوزف آبرهام          | ۸۲  | جمهوری چک               | بازیگر                           | کافکا I Served the King of England                     |
| می     | ۱۶    | جان ایلوارد          | ۷۵  | آمریکایی                | بازیگر                           | سیزده روز The Crazies                                  |
| می     | ۱۷    | ونجلیس               | ۷۹  | یونانی                  | آهنگساز                          | بلید رانر ارابه‌های آتش                                 |
| می     | ۱۸    | لیندا لاسن           | ۸۶  | آمریکایی                | بازیگر، خواننده                  | Night Tide Apache Rifles                               |
| می     | ۱۹    | چته لرا              | ۷۲  | اسپانیایی               | بازیگر                           | چشمانت را باز کن سنجاب قرمز                            |
| می     | ۲۱    | کالین کانتول         | ۹۰  | آمریکایی                | هنرمند مفهومی                    | جنگ ستارگان بازی‌های جنگی                               |
| می     | ۲۱    | پیتر کپر             | ۷۵  | آمریکایی                | تهیه‌کننده، فیلمنامه‌نویس، بازیگر  | Island of the Dead اسپری مو                            |
| می     | ۲۳    | جیمی بارتلت          | ۵۵  | آفریقای جنوبی           | بازیگر                           | Red Dust ماندلا: راه طولانی به آزادی                   |
| می     | ۲۴    | مائوریتزیو سیلوی     | ۷۳  | ایتالیایی               | آرایشگر                          | مولن روژ! زیبایی بزرگ                                  |
| می     | ۲۵    | گری نلسون            | ۸۷  | آمریکایی                | کارگردان                         | سیاه‌چاله Freaky Friday                                 |
| می     | ۲۶    | ری لیوتا             | ۶۷  | آمریکایی                | بازیگر                           | رفقای خوب سرزمین رؤیاها                                |
| می     | ۲۶    | جورج شاپیرو          | ۹۱  | آمریکایی                | تهیه‌کننده                        | مدرسه تابستانی مرد روی ماه                             |
| می     | ۲۸    | بو هاپکینز           | ۸۴  | آمریکایی                | بازیگر                           | دیوارنویسی آمریکایی قطار سریع‌السیر نیمه‌شب              |
| می     | ۲۸    | مارینو مازه          | ۸۳  | ایتالیایی               | بازیگر                           | یوزپلنگ پدرخوانده: قسمت سوم                            |
| می     | ۲۹    | رونی هاوکینز         | ۸۷  | کانادایی-آمریکایی       | خواننده، بازیگر                  | دروازه بهشت Snake Eater                                |
| می     | ۳۰    | میلتون گونسالوز      | ۸۸  | برزیلی                  | بازیگر                           | بوسه زن عنکبوتی کاراندیرو                              |
| ژوئن   | ۱     | می روث               | ۸۷  | انگلیسی-آمریکایی        | طراح لباس                        | حضور رونین                                             |
| ژوئن   | ۲     | اوری زوهر            | ۸۶  | اسرائیلی                | کارگردان                         | Bloomfield سه روز و یک بچه                             |
| ژوئن   | ۳     | آنا ماریا تاتو       | ۸۲  | ایتالیایی               | کارگردان، فیلمنامه‌نویس           | The Night and the Moment مارچلو ماسترویانی: به‌یاد دارم |
| ژوئن   | ۷     | تامی دیزارت          | ۸۶  | استرالیایی              | بازیگر                           | The Man from Snowy River Next of Kin                   |
| ژوئن   | ۷     | رایو تراس            | ۷۶  | استونیایی               | بازیگر                           | Viimne reliikvia نارنگی‌ها                              |
| ژوئن   | ۹     | مت زیمرمن            | ۸۷  | کانادایی                | بازیگر                           | Thunderbirds Are Go مردی برای تمام فصول                |
| ژوئن   | ۱۲    | فیلیپ بیکر هال       | ۹۰  | آمریکایی                | بازیگر                           | مگنولیا شب‌های عیاشی                                    |
| ژوئن   | ۱۳    | هنری گارسین          | ۹۳  | بلژیکی                  | بازیگر                           | پلنگ صورتی زن همسایه                                   |
| ژوئن   | ۱۵    | مورین آرتور          | ۸۸  | آمریکایی                | بازیگر                           | The Love God? How to Commit Marriage                   |
| ژوئن   | ۱۷    | ژان-لویی ترنتینیان   | ۹۱  | فرانسوی                 | بازیگر                           | دنباله‌رو یک مرد و یک زن                                |
| ژوئن   | ۱۹    | کارول ری             | ۹۹  | استرالیایی              | بازیگر، خواننده، کمدین           | Strawberry Roan Green Fingers                          |
| ژوئن   | ۲۱    | دانکن هندرسون        | ۷۲  | آمریکایی                | تهیه‌کننده، دستیار کارگردان       | فراموشی راکی ۴                                         |
| ژوئن   | ۲۱    | آرتی کین             | ۹۳  | آمریکایی                | آهنگساز، رهبر ارکستر             | در جستجوی آقای گودبار ویل هانتینگ نابغه                |
| ژوئن   | ۲۲    | رابرت ای. کتز        | ۷۹  | آمریکایی                | تهیه‌کننده                        | Gettysburg سلنا                                        |
| ژوئن   | ۲۳    | ارنست یاکوبی         | ۸۸  | آلمانی                  | بازیگر                           | طبل حلبی روبان سفید                                    |
| ژوئن   | ۲۳    | ماسیمو مورانته       | ۶۹  | ایتالیایی               | آهنگساز                          | قرمز تیره سوسپیریا                                     |
| ژوئن   | ۲۳    | تامی مورگان          | ۸۹  | آمریکایی                | نوازنده                          | مرد عنکبوتی ۲ داستان اسباب‌بازی ۳                       |
| ژوئن   | ۲۶    | رافائله لا کاپریا    | ۹۹  | ایتالیایی               | فیلمنامه‌نویس                     | دست‌ها روی شهر Many Wars Ago                            |
| ژوئن   | ۲۶    | ماری مارا            | ۶۱  | آمریکایی                | بازیگر                           | محدودیت فعالیت مدنی                                    |
| ژوئن   | ۲۶    | فرانک ویلیامز        | ۹۰  | انگلیسی                 | بازیگر                           | ارتش بابا Jabberwocky                                  |
| ژوئن   | ۲۷    | جو تارکل             | ۹۴  | آمریکایی                | بازیگر                           | بلید رانر درخشش                                        |
| ژوئن   | ۲۸    | جنید آرکین           | ۸۴  | ترکیه‌ای                 | بازیگر، کارگردان، فیلمنامه‌نویس   | Love and Grudge Ottoman Eagle                          |
| ژوئن   | ۲۸    | هشام رستم            | ۷۵  | تونسی                   | بازیگر                           | بیمار انگلیسی Whatever Lola Wants                      |
| ژوئیه  | ۱     | مائوریتزیو پرادو     | ۹۱  | ایتالیایی               | کارگردان، فیلمنامه‌نویس           | Churchill's Leopards Death Carries a Cane              |
| ژوئیه  | ۲     | پیتر بروک            | ۹۷  | انگلیسی                 | کارگردان، فیلمنامه‌نویس           | سالار مگس‌ها مدراتو کانتابیله                           |
| ژوئیه  | ۲     | سوسانا دوسامانتس     | ۷۴  | مکزیکی                  | بازیگر                           | ریو لوبو Blacker Than the Night                        |
| ژوئیه  | ۲     | الکس لا              | ۶۹  | هنگ‌کنگی                 | کارگردان، فیلمنامه‌نویس           | Painted Faces Echoes of the Rainbow                    |
| ژوئیه  | ۲     | برایان جکسون         | ۹۱  | انگلیسی                 | بازیگر                           | انتقام پلنگ صورتی قدیسه ماد                            |
| ژوئیه  | ۳     | لنارت یولستروم       | ۸۳  | سوئدی                   | بازیگر                           | زندگی من مانند سگ شیطان                                |
| ژوئیه  | ۳     | نی کوانگ             | ۸۷  | هنگ‌کنگی-آمریکایی        | فیلمنامه‌نویس                     | Five Deadly Venoms شمشیرزن یک دست                      |
| ژوئیه  | ۴     | مونا هموند           | ۹۱  | جامائیکایی              | بازیگر                           | مندرلی چکمه‌های غیرعادی                                 |
| ژوئیه  | ۵     | لنی فون دولن         | ۶۳  | آمریکایی                | بازیگر                           | Electric Dreams توئین پیکس: با من بر آتش برو           |
| ژوئیه  | ۶     | جیمز کان             | ۸۲  | آمریکایی                | بازیگر                           | پدرخوانده الف                                          |
| ژوئیه  | ۸     | گریگوری ایتزین       | ۷۴  | آمریکایی                | بازیگر                           | تکامل لینکلن                                           |
| ژوئیه  | ۸     | تونی سیریکو          | ۷۹  | آمریکایی                | بازیگر                           | گلوله‌ها بر فراز برادوی رفقای خوب                       |
| ژوئیه  | ۸     | لری استورچ           | ۹۹  | آمریکایی                | بازیگر                           | باس رایلی به شهر برگشته‌است فرودگاه ۱۹۷۵                |
| ژوئیه  | ۹     | ال. کیو. جونز        | ۹۴  | آمریکایی                | بازیگر، کارگردان، تهیه‌کننده      | این گروه خشن کازینو                                    |
| ژوئیه  | ۱۱    | ترنس ماکارتنی-فیلگیت | ۹۷  | انگلیسی-کانادایی        | کارگردان، فیلم‌بردار              | Fields of Endless Day Symbiopsychotaxiplasm            |
| ژوئیه  | ۱۱    | مانتی نورمن          | ۹۴  | انگلیسی                 | آهنگساز                          | دکتر نو The Two Faces of Dr. Jekyll                    |
| ژوئیه  | ۱۳    | شارلوت ولاندره       | ۵۳  | فرانسوی                 | بازیگر                           | Red Kiss اورلاندو                                      |
| ژوئیه  | ۱۴    | جرمانو لونگو         | ۸۹  | ایتالیایی               | بازیگر                           | گل آفتابگردان Claretta and Ben                         |
| ژوئیه  | ۱۶    | میکی رونی جونیور     | ۷۷  | آمریکایی                | بازیگر                           | Hot Rods to Hell Honeysuckle Rose                      |
| ژوئیه  | ۱۸    | ربکا بالدینگ         | ۷۳  | آمریکایی                | بازیگر                           | The Silent Scream The Boogens                          |
| ژوئیه  | ۱۸    | دانیل گراول          | ۷۷  | فرانسوی                 | بازیگر، خواننده                  | روز به جای شب عشق در گریز                              |
| ژوئیه  | ۱۹    | ویلیام ریچرت         | ۷۹  | آمریکایی                | بازیگر، کارگردان، نویسنده        | کشته‌های زمستان آیداهوی اختصاصی خودم                    |
| ژوئیه  | ۲۱    | تاوریان بلک          | ۸۲  | آمریکایی                | بازیگر                           | راکی ۲ الیور و دوستان                                  |